# Giacomo Gastaldi

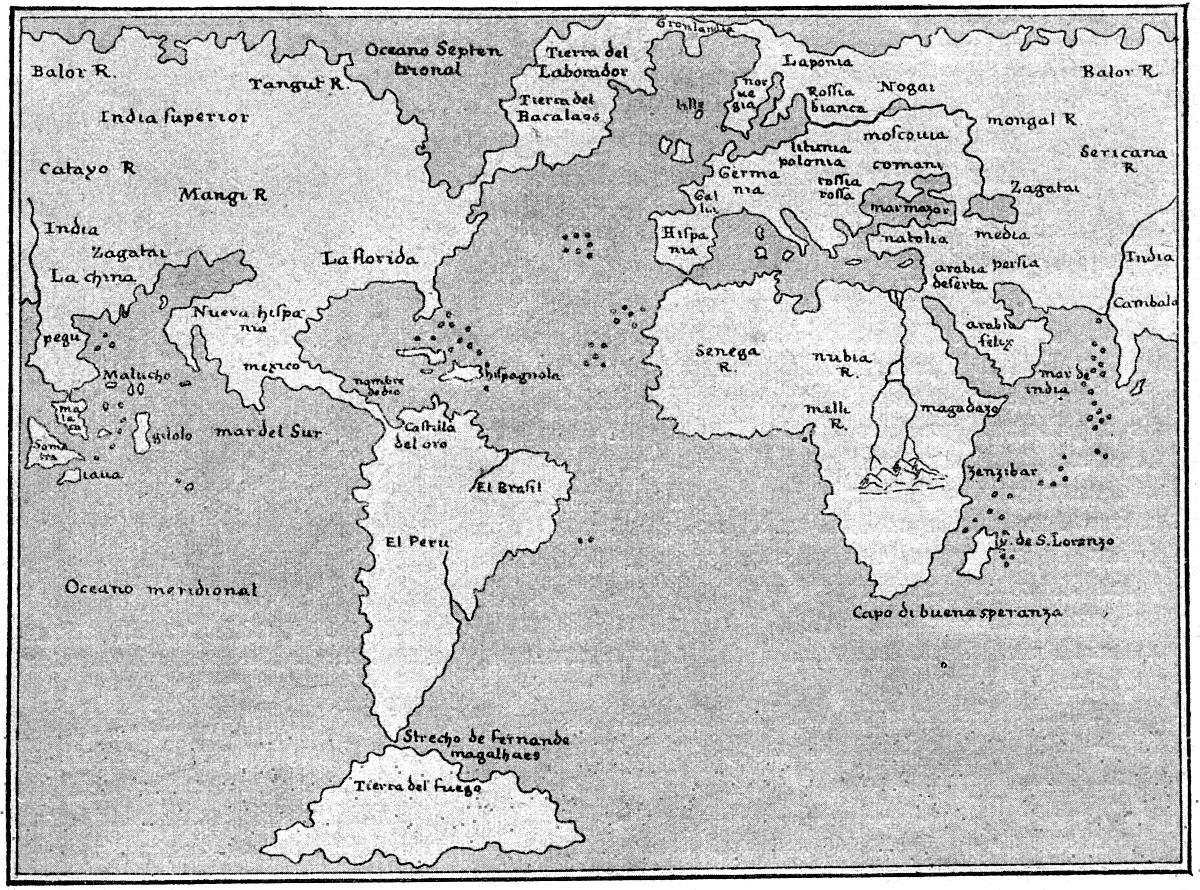
O mapa-múndi de Gastaldi (1548), que mostra a América do Norte e a Ásia como um só continente.

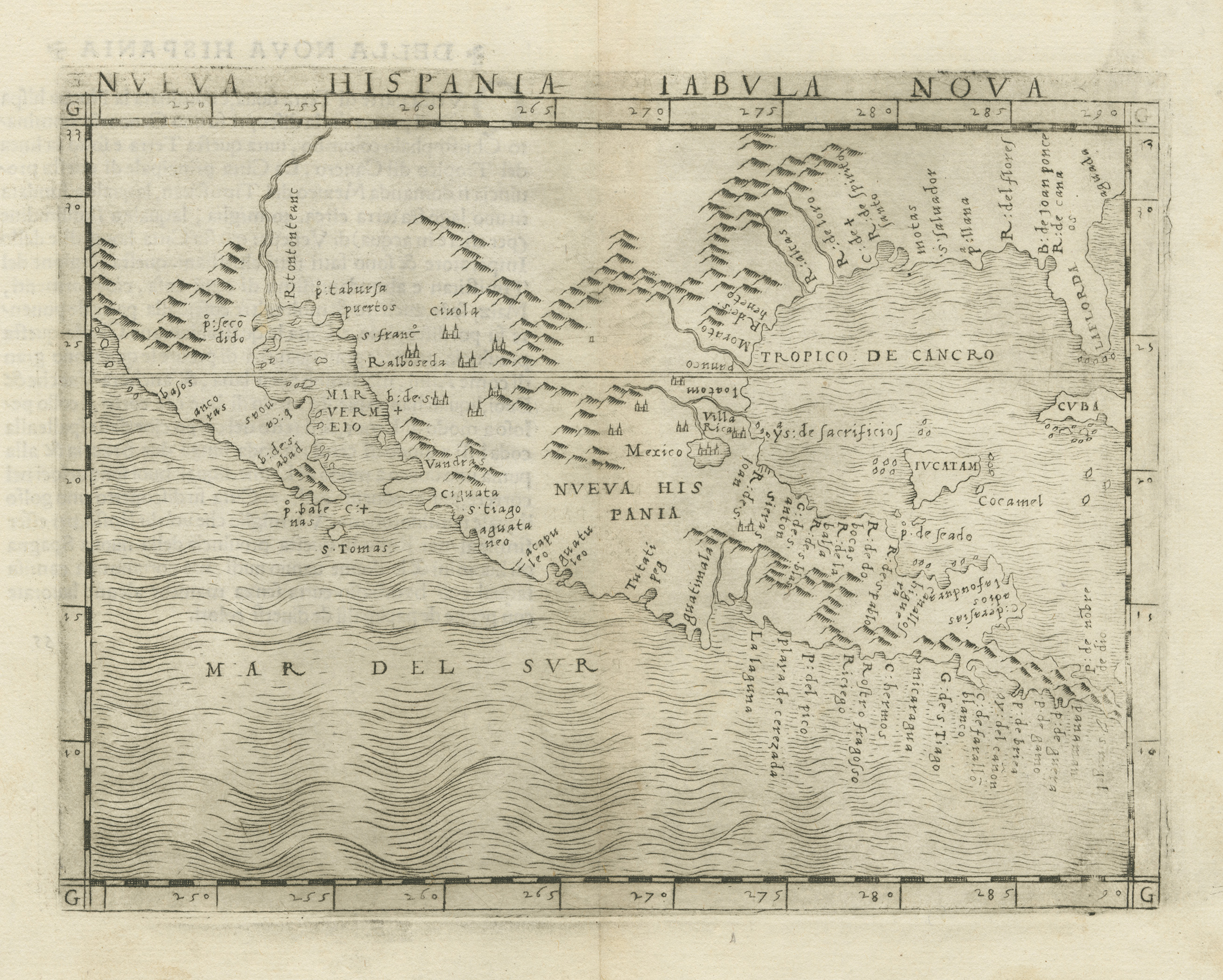
Mapa de Gastaldi da Nova Espanha (1548).

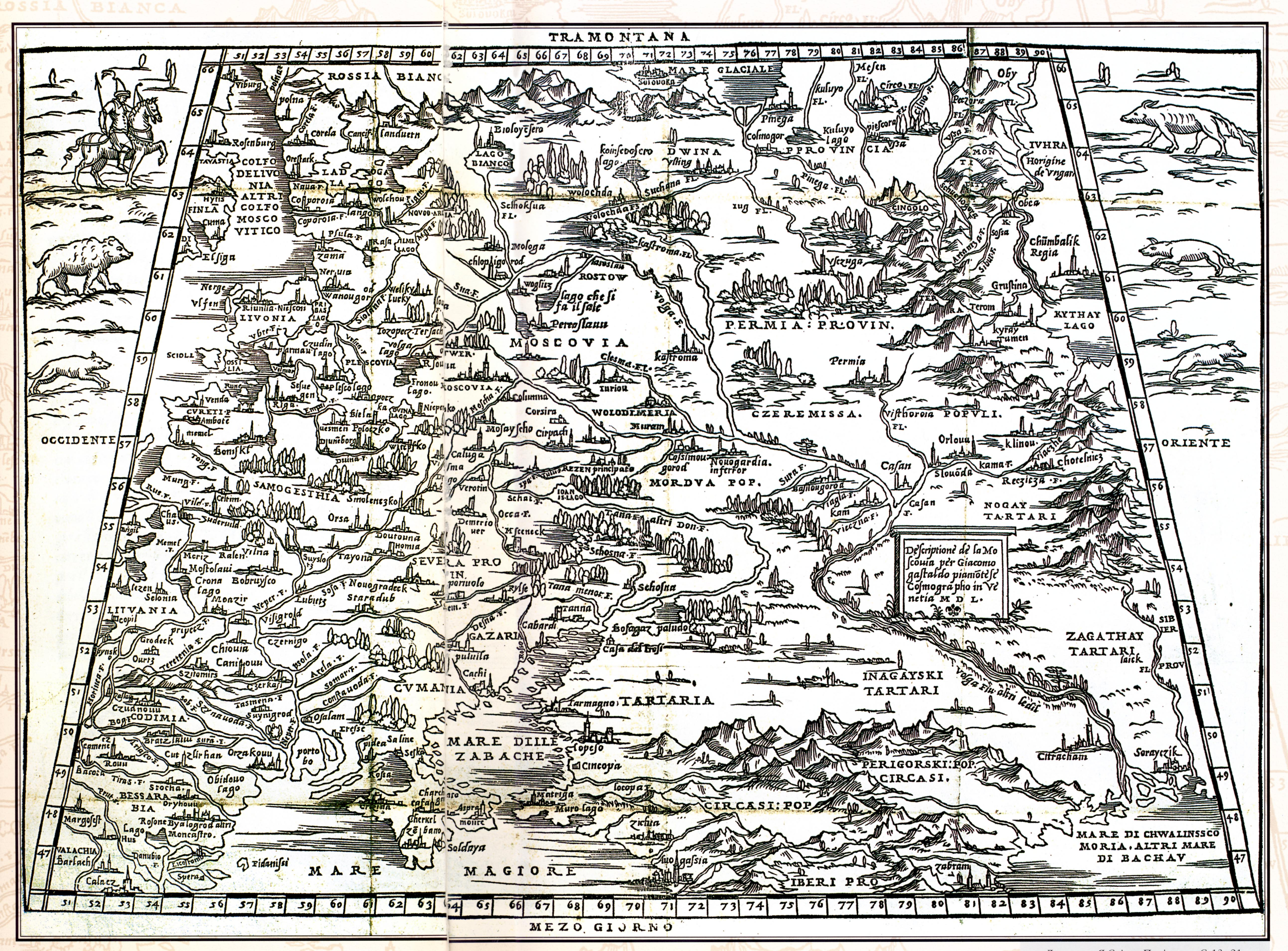
Mapa de Gastaldi da Moscóvia (1550).

Giacomo Gastaldi (Villafranca Piemonte, c. 1500 — Veneza, 14 de outubro de 1566), também conhecido por Jacopo ou Iacobo, foi um cartógrafo, astrónomo e engenheiro veneziano do século XVI.

## Biografia
Giacomo Gastaldi (por vezes referido como Jacopo ou Iacobo) nasceu no Piemonte, numa família nobre. Mudou-se para Veneza em 1539, onde trabalhou como engenheiro, servindo a República de Veneza nessa qualidade até à quarta década do século XVI. A partir de 1544 dedicou-se exclusivamente à cartografia, tornando-se o cosmógrafo oficial da República de Veneza, tanto que o Conselho dos Dez referia-se a ele como Mastro Giacomo di Piemonte il nostro Cosmografo» (Mestre Giacomo do Piemonte, o nosso cosmógrafo).
A obra de Gastaldi marca uma profunda mudança na técnica cartográfica, apresentando vários pontos de viragem importantes no desenvolvimento da moderna cartografia, nomeadamente através da utilização da gravura em cobre. Antes deste período, a maioria dos mapas tinha sido impressa a partir de xilogravura. Ao utilizar uma placa de cobre em vez de um bloco de madeira para imprimir, o gravador podia obter um nível muito mais elevado de delicadeza e pormenor.
Em pouco tempo, a sua fama de cartógrafo espalhou-se por toda a Itália e pela Europa. Teve o grande mérito de utilizar e difundir no domínio da cartografia a técnica da gravura em placas de cobre, com utilização de água-forte (acquaforte), que permitia ao gravador fazer desenhos muito mais precisos e nítidos, facilitando a sua leitura. Tenha-se em conta que quase todos os cartógrafos anteriores utilizaram a técnica de xilogravura, muito menos precisa.
Foram-lhe atribuídos 109 mapas, nos quais representou praticamente todo o mundo então conhecido. Entre os seus mapas mais valiosos encontra-se um grande mapa de África, em oito folhas, publicado em 1564.
Em 1548, publicou uma edição da Geografia de Cláudio Ptolomeu, contendo mapas feitos desde 1542, incluindo dois planisférios. Estes planisférios, o primeiro dos quais datado de 1546, representam as massas continentais do hemisfério norte unidas pela parte mais setentrional, ou seja, entre a América do Norte, a Gronelândia e a Escandinávia. A novidade desta obra foi o facto de Gastaldi ter conseguido imprimir as folhas, reunindo-as num pequeno volume facilmente transportável.
De acordo com o autor Philip Burden, a edição de 1548 de Gastaldi da Geografia de Ptolomeu, foi o atlas mais completo produzido entre a edição da Geographia de Martin Waldseemüller, em 1513, e o aparecimento do Theatrum Orbis Terrarum de Abraham Ortelius, em 1570, porque incluía mapas regionais das Américas.
A atenção pormenorizada de Gastaldi ao Novo Mundo não foi o seu único contributo para o desenvolvimento da produção de mapas. A edição de Ptolomeu de 1548 foi também uma inovação, na medida em que Gastaldi e o seu editor reduziram o tamanho do volume, criando assim o primeiro atlas de bolso.
Nos seus primeiros mapas, Gastaldi ainda não tinha conhecimento da separação entre a América e a Ásia e continuou a representar a América do Sul ligada ao extremo sudeste da China através do istmo da América Central e, uma vez que na cartografia antiga a China era considerada com a terra do símbolo do dragão, a Terra do Fogo era descrita como a Cauda do Dragão.
A partir de 1562, Gastaldi reconheceu a separação entre a América e a Ásia num panfleto que publicou e deu ao estreito que as separa o nome de Estreito de Anian (Streto di Anian), hoje a Passagem do Noroeste e o Estreito de Bering, tomando o nome de um reino asiático descrito por Marco Polo. 
Em 1561, imprimiu um mapa de Itália, no qual, pela primeira vez, o contorno da linha costeira é feito por referência a cartas náuticas muito mais precisas do que as dos séculos anteriores. Conseguiu também representar as regiões interiores de forma mais fiel, com base em observações astronómicas mais fiáveis, de tal modo que este mapa foi a base de todas as representações posteriores de Itália e inspirou muitos cartógrafos, incluindo estrangeiros.
Gastaldi foi descrito por um contemporâneo como o mais excelente cosmógrafo piemontês. Como cartógrafo, Gastaldi trabalhou para vários impressores, entre os quais Nicolo Bascarini e Giovanbattista Pedrezano. Mas também aceitou ocasionalmente encomendas privadas, por exemplo, a do Conselho dos Dez de Veneza, que o convidou a pintar mapas da Ásia e da África nas paredes de uma sala do Palácio Ducal de Veneza..
Gastaldi colaborou com Giovan Battista Ramusio, geógrafo e secretário do Conselho dos Dez, que lhe sugeriu a produção de vários mapas que mais tarde foram incluídos na sua obra Delle Navigationi et Viaggi.
Foi o líder de um grande grupo de gravadores cartográficos, incluindo Fabio Licinio (1521-1565), que continuou a trabalhar em Veneza com a técnica da gravura com recurso a água-forte nos séculos XVI e XVII. Entre as suas outras obras encontra-se a Asiae Nova Descriptio, gravada em cobre em 1574. 
Dois selos postais foram dedicados aos trabalhos de Gastaldi, um de 1993l do Bophuthatswana, representando a África em 8 folhas combinadas, e um das Bermudas representando a Terra Nueva.

## Galeria

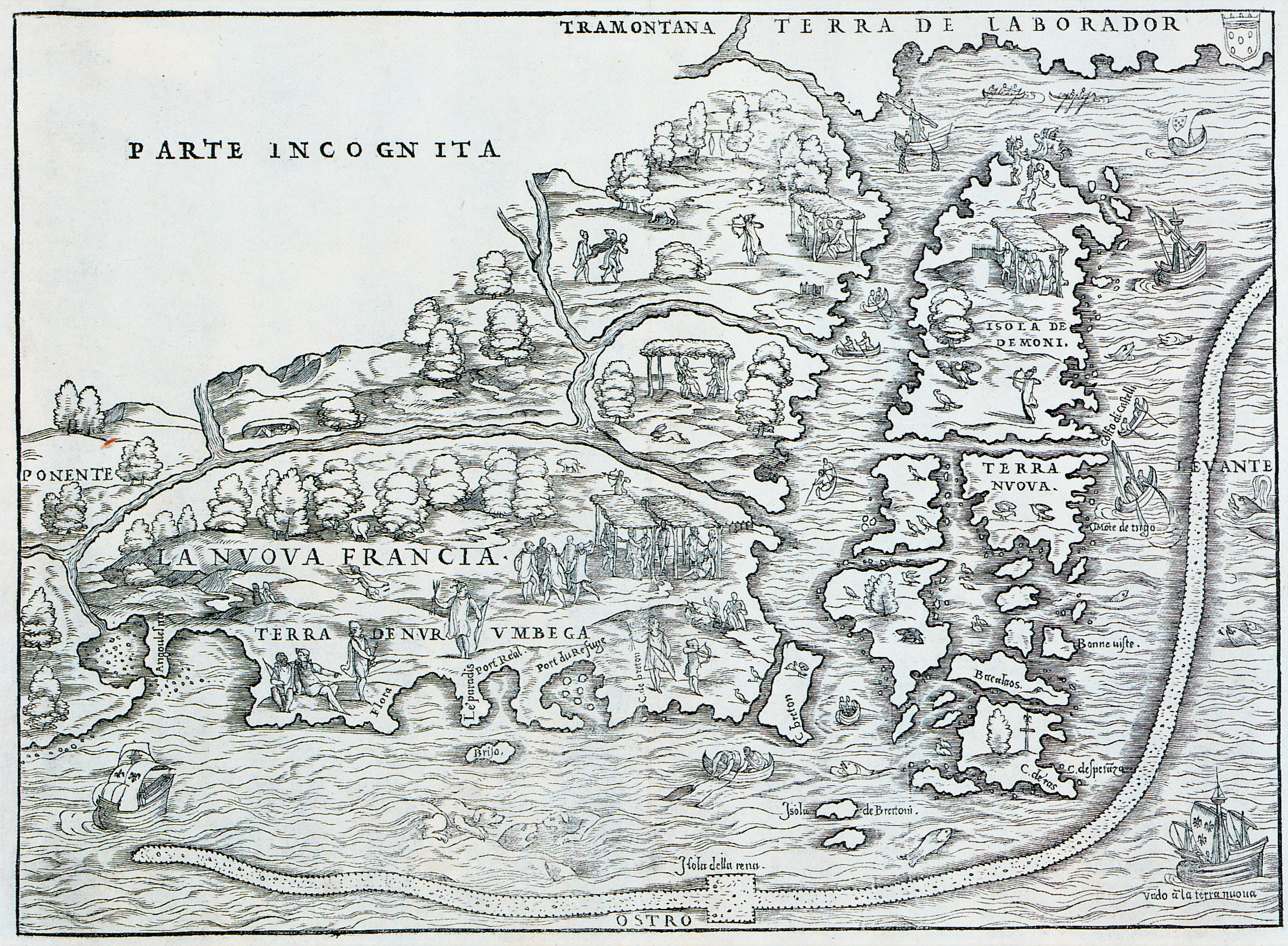
Mapa da Nova França (Quebec).
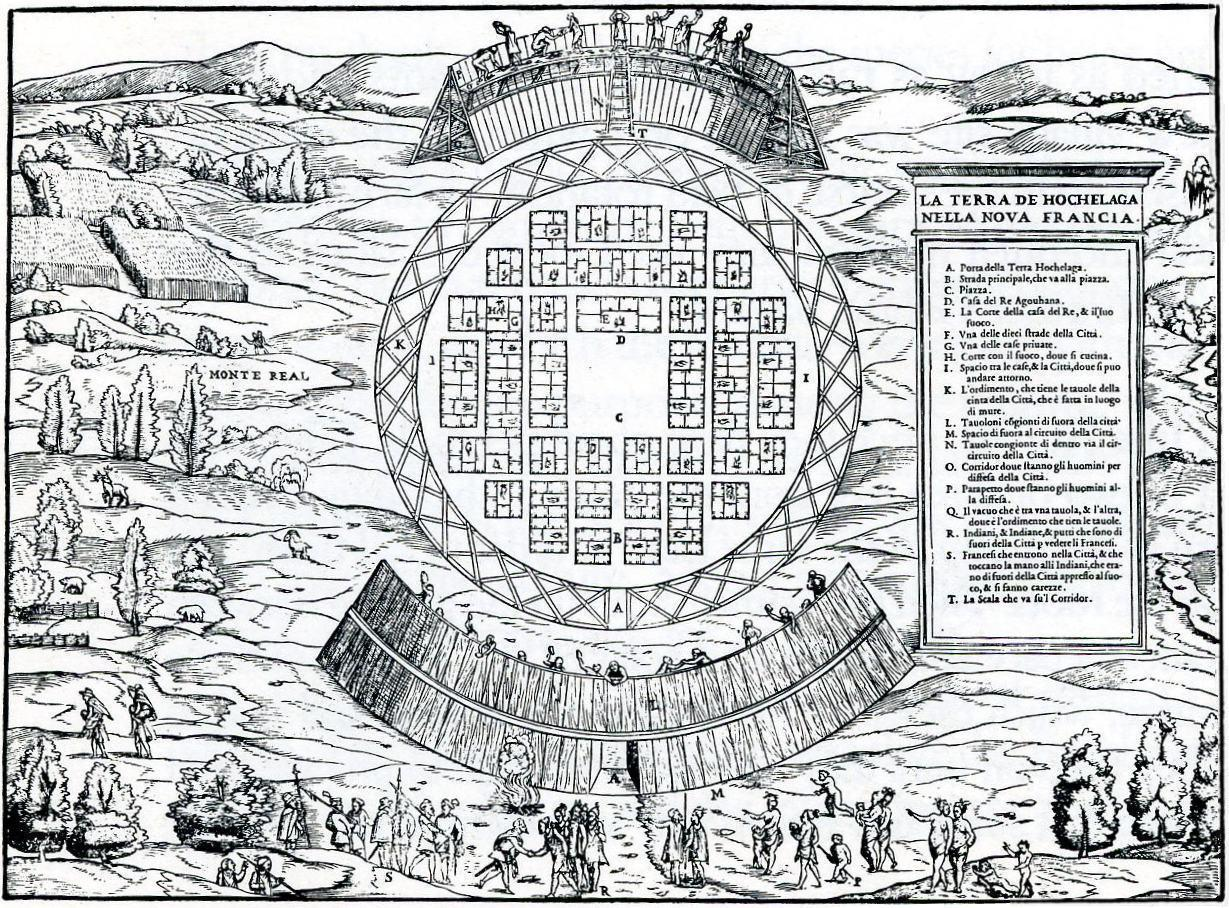
Carta La Terra de Hochelaga nella Nova Francia, com à esquerda, o Monte Real (Montreal), mapa desenhado por Giacomo Gastaldi como ilustração do volume Delle Navigationi et Viaggi de Giovan Battista Ramusio, (Venezia, 1565).
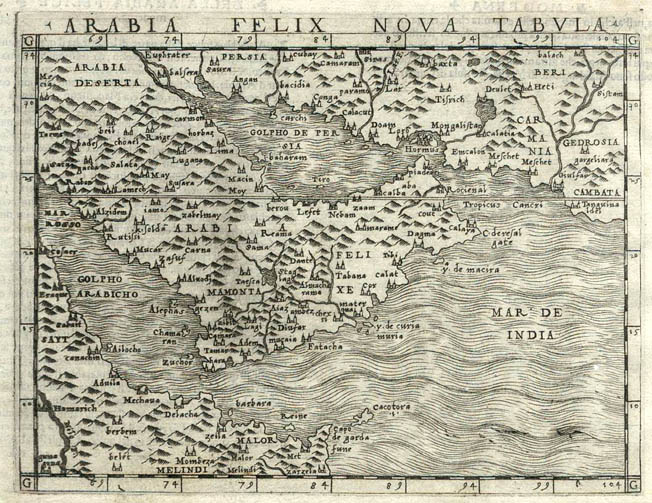
Mapa da Península Arábica de Giacomo Gastaldi.
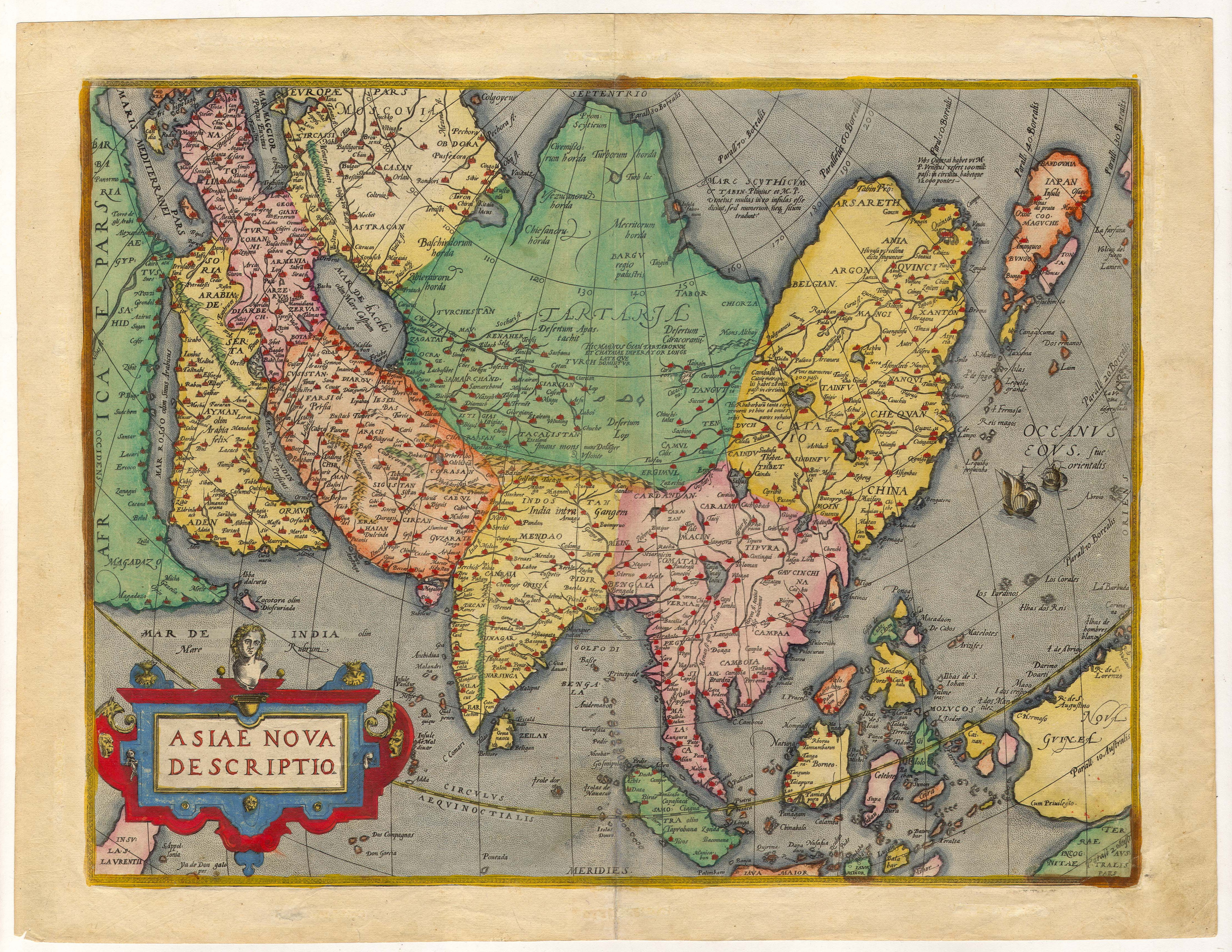
Carta da Asiae Nova Descriptio de Giacomo Gastaldi.